# Anne Beaumanoir
Pour les articles homonymes, voir Beaumanoir.
Anne Beaumanoir, née Raymonde Marcelle Beaumanoir le 30 octobre 1923 à Créhen dans les Côtes-du-Nord, morte le 4 mars 2022 à Quimper dans le Finistère, est une neurologue et neurophysiologiste française, pionnière des applications de l'électroencéphalographie en épileptologie. Pour son aide aux Juifs en Bretagne pendant la Seconde Guerre mondiale, elle est reconnue Juste parmi les nations par le Yad Vashem. Militante communiste, elle est également connue pour sa lutte en Algérie avec le FLN et pour ses divers engagements.

## Biographie

### Enfance, famille
Raymonde Marcelle Beaumanoir, dite ensuite Anne Beaumanoir, est née le 30 octobre 1923 en Bretagne, à Créhen dans les Côtes-du-Nord ; d'autres sources la disent née au Guildo (actuellement commune de Saint-Cast-le-Guildo), près de Dinan,. Elle est issue d'un milieu modeste. Son père, Jean Beaumanoir, ancien coureur du Tour de France, ouvre un magasin de cycles et de petites machines agricoles. Il épouse Marthe Brunet, fille de valets de ferme. Jean et Marthe Beaumanoir deviennent restaurateurs,. Leur fille Anne suit d'abord les cours de l'école laïque, avant d'être envoyée comme interne au collège de Dinan.

### Seconde Guerre mondiale: résistante, sauve deux enfants juifs
Pendant la Seconde Guerre mondiale, Anne Beaumanoir est étudiante en médecine, et clandestinement militante communiste. Elle fait la connaissance de « Roland » (Rainer Juresthal) qui devient son compagnon, elle devient militante dans les Jeunesses communistes, remplit des missions pour la Résistance et transporte des courriers clandestins.
Des amis de ses parents l'avertissent un jour de janvier 1944 qu'une rafle va avoir lieu la nuit suivante dans le 13e arrondissement de Paris, et lui demandent de prévenir une dame, Victoria, qui cache une famille juive. Anne Beaumanoir se rend chez Victoria, puis auprès de la famille juive, les Lisopravski ; mais elle ne parvient pas à les convaincre tous de la suivre d'urgence, seuls les deux enfants, Daniel et Simone, partent avec elle.
Elle emmène les enfants dans une cachette où logent de nombreux membres de la Résistance. Mais la Gestapo investit peu après le repaire, vraisemblablement sur dénonciation, et arrête tous les résistants sauf le chef qui parvient à s'enfuir par les toits, avec les deux enfants. Anne Beaumanoir n'était pas à Paris à ce moment-là ; lorsqu'elle revient, elle retire les deux enfants de la cachette temporaire où ils ont été placés, ne la jugeant pas sûre, et elle les emmène chez ses parents en Bretagne, dans leur maison de Dinan.
À Dinan, son père Jean Beaumanoir est interrogé par la police qui soupçonne sa participation à la Résistance, mais le relâche faute de preuve. Sa mère Marthe Beaumanoir cache les enfants à deux endroits différents pendant deux semaines, puis avec son mari les accueille chez eux pendant presque un an. Après la Libération, les deux enfants sauvés gardent contact avec Anne Beaumanoir et ses parents.
Anne Beaumanoir est envoyée en Zone Sud en février 1944 par la direction communiste. Elle y remplit des missions pour la Résistance, dans les régions de Lyon et de Marseille. Elle représente les communistes au sein des Mouvements unis de résistance (MUR) de la zone sud.

### Après-guerre: médecin, militante
Après la guerre, Anne Beaumanoir reprend ses études de médecine, à Marseille, et devient neurologue, professeure de neurologie. Elle épouse un médecin, Jo Roger ; ils ont trois enfants. N'étant plus d'accord avec le parti communiste, elle quitte le parti en 1955. À Marseille, elle fait la connaissance des prêtres ouvriers, et de leur travail social auprès des Algériens.
À Paris, elle fait de la recherche médicale. Elle prend parti pour le FLN algérien et lui apporte son aide, ce qui lui vaut d'être arrêtée, et condamnée en 1959 à dix ans de prison. À la prison des Baumettes elle est d'abord mise au secret, puis chargée d'alphabétiser les détenues, et écrit leurs lettres. Étant enceinte, elle est libérée provisoirement pour accoucher. Après la naissance de son enfant, elle s'évade et part en Tunisie. Rejoignant l'armée algérienne, elle prend la relève de Frantz Fanon en tant que neuropsychiatre.
Après les accords d'Évian et la fin de la guerre d'Algérie, Anne Beaumanoir devient membre du cabinet du ministre de la Santé du gouvernement de Ben Bella. Lorsque ce dernier est renversé, en 1965, elle est exfiltrée vers la Suisse, où elle prend la direction du service de neurophysiologie à l'hôpital universitaire de Genève.
Retraitée, elle vit tantôt à Saint-Cast-le-Guildo en Bretagne, son village natal, tantôt à Dieulefit dans la Drôme. Elle écrit une autobiographie, le Feu de la mémoire, la Résistance, le communisme et l’Algérie, 1940-1965, qu'elle publie en 2000 aux éditions Bouchène, et qui est rééditée en 2009,. Elle lance un appel à l'accueil des réfugiés syriens.
En 2020, elle fait partie, en tant que co-présidente d'honneur, du Conseil national de la Nouvelle Résistance (CNNR),. Elle participe à la rédaction de l'ouvrage collectif Résistons ensemble, pour que renaissent des jours heureux, qui parait le 27 mai 2020, date de la journée nationale de la Résistance.
Anne Beaumanoir meurt à 98 ans le 4 mars 2022, à Quimper dans le Finistère.

### Reconnaissance
Anne Beaumanoir est reconnue « Juste parmi les nations » le 27 août 1996 par l'institut Yad Vashem, en même temps que ses parents Jean et Marthe Beaumanoir,.
Denis Robert, journaliste d'investigation et documentariste, réalise en 2016 un documentaire sur la vie d'Anne Beaumanoir. Le documentaire est co-réalisé par Nina Robert, et s'appelle Une vie d'Annette,.

## Ouvrages
- Anne Beaumanoir, Le Feu de la mémoire. La Résistance, le communisme et l’Algérie, 1940-1965, Paris et Saint-Denis, éditions Bouchène, 2000 ; réédité en 2009.
- Anne Beaumanoir et Joseph Roger, Une histoire de l'épileptologie francophone, Montrouge, J. Libbey Eurotext, 2007, 153 pages.

## Documentaires audiovisuels

### Radio
- Résistance, mais où sont passés les jours heureux ? (épisode 2), Le Cours de l'histoire, France Culture, grand témoin : Annette Beaumanoir, 2 juin 2020 [lire en ligne].

### Télévision
- Une vie d'Annette[16], documentaire de Denis Robert et Nina Robert, 2016, coproduit par Citizen Films et France 3[17].